# Шереметева, Анна Петровна
Графиня А́нна Петро́вна Шереме́тева (18 (29) декабря 1744 — 17 (28) мая 1768) — фрейлина, дочь П. Б. Шереметева; невеста наставника великого князя графа Н. И. Панина.

## Биография
Старшая дочь обер-камергера графа Петра Борисовича Шереметева и княжны Варвары Алексеевны Черкасской, единственной наследницы несметного состояния государственного канцлера князя А. М. Черкасского. Была любимицей родителей, по воспоминаниям современников была: «очаровательная женщина, имела небольшие черные глаза, смуглое оживленное лицо, маленькие, тонкие, красивые руки, но черты лица были нехороши».
В 1760 году императрицей Елизаветой Петровной Анна была пожалована во фрейлины с редким дозволением жить дома, а не во дворце. 
Однако она постоянно была при дворе, а также в обществе великого князя Павла Петровича, вместе с которым воспитывался её брат Николай. В доме её отца на набережной реки Фонтанки, д. 34 разыгрывались домашние «благородные» спектакли, в которых принимал участие и Павел Петрович, например 4 марта 1766 года состоялось представление комедии в одном действии «Зенеида», в котором принимали участие великий князь, графиня Анна Петровна в роли волшебницы, и графини Дарья Петровна и Наталья Петровна Чернышевы, причём по воспоминаниям, на четырёх участвовавших в спектакле лицах было надето бриллиантов на сумму в 2 миллиона рублей. 22 июля 1766 года на придворной карусели Анна Петровна «славно отличилась в римской кадрили», и получила золотую медаль с её именем.
Примерно в это же время в Анну Шереметеву влюбился воспитатель великого князя Павла Петровича С. А. Порошин. Как поговаривали, он даже посватался к ней, дело кончилось скандалом и удалением Порошина от двора. Говорили, что императрица Екатерина II планировала, что одна из богатейших невест России Анна Шереметева станет женой одного из братьев её фаворита Григория Орлова, однако к графине посватался граф Никита Иванович Панин.
Помолвка графини Анны Петровны и графа Никиты Панина, обер-гофмейстера великого князя Павла Петровича, старого друга и ровесника её отца, состоялась в начале 1768 года в Петербурге. А 28 мая 1768 года, за несколько дней до свадьбы, Анна Шереметева скончалась от чёрной оспы. Поговаривали, что неизвестная соперница подложила в табакерку, которую Шереметевой подарил жених, кусочек материи, имевшей контакт с оспенным больным.
Графиня Е. М. Румянцева писала мужу: «Жалость тебе напишу: Анна Петровна Шереметева умерла от оспы, так сильная оспа была. Отец и жених в неутешной горести. Никита Иванович был во всю болезнь невестину в Петербурге, жил у брата и через третьи руки имел известия, что происходило с невестою». Императрица опасалась передачи оспы Павлу Петровичу через Панина, так что тот оставил невесту, как только стал понятен диагноз.
Графиня Шереметева была похоронена на Лазаревском кладбище Александро-Невской лавры. На могиле была сделана надпись:
На месте сем погребена Графиня Анна Петровна Шереметева, дщерь Графа Петра Борисовича, невеста Графа Никиты Ивановича Панина, Фрейлина премудрыя Монархини, преставившаяся на 24-м году, 1768 г., Мая 17 дня, и вместо брачного чертога, тело её предано недрам земли, а непорочная её душа возвратилась к непорочному своему источнику в живот вечный, к вечному и живому Богу.
А Ты, о Боже! глас родителя внемли,

Да будет дочь его, отъятая Судьбою,

Толико в небеси прехвальна пред Тобою,

Колико пребыла прехвально на земли"

Интересно, что граф Николай Шереметев завещал себя «погребсти в тот же монастырь, подле гроба покойной сестры моей, графини Марии Петровны Шереметевой, которая в жизни её называлась графинею же Анной Петровной Шереметевой.»